# Naomi Seibt
Naomi Seibt (* 18. August 2000 in Münster) ist eine deutsche Webvideoproduzentin und politische Aktivistin, die durch ihre rechtsextremen Positionen und ihre Nähe zur Alternative für Deutschland (AfD) Bekanntheit erlangte. Sie wurde zunächst als ‚Gegenspielerin‘ zur Klimaaktivistin Greta Thunberg bekannt, da sie in ihren YouTube-Videos den menschengemachten Klimawandel leugnete und sich gegen die Klimaschutzbewegung positionierte. Im April 2021 wurde ihr YouTube-Kanal wegen Verstößen gegen die Gemeinschaftsrichtlinien, insbesondere aufgrund von Fehlinformationen und Belästigung, gesperrt, 2024 wurde er wieder freigeschaltet.
Im Jahr 2024 zog Seibt in die USA. Ihre Bekanntheit steigerte sich, als Elon Musk mehrfach ihre Beiträge auf seinem sozialen Netzwerk X (ehemals Twitter) teilte und kommentierte.

## Leben
Naomi Seibt wurde am 18. August 2000 in Münster geboren und ist die Tochter einer Rechtsanwältin. Als Kind habe sie unter gesundheitlichen Herausforderungen gelitten und ihren Vater nie kennengelernt.
Nach der Grundschule besuchte Seibt das bischöfliche Gymnasium St. Mauritz in Münster. Im Jahr 2013 erreichte  sie den ersten Platz im Bereich Physik beim Münsteraner Regionalwettbewerb des Schülerwettbewerbs „Jugend forscht – Schüler experimentieren“ und siegte 2014 beim Landeswettbewerb Nordrhein-Westfalen im Bereich Chemie. 2014 gewann sie einen Debattierpreis mit einem „veganen Manifest“, in dem sie ausführte, dass „Fleischkonsum durch den Menschen per se unmoralisch ist“.
2017 legte sie ihr Abitur mit einem Notenschnitt von 1,0 ab und begann ein Studium der Volkswirtschaftslehre in Mannheim. Nach eigenen Angaben brach sie dieses Studium ab, um ein Fernstudium der Psychologie aufzunehmen.
Im Jahr 2019 traf Seibt auf Christopher Monckton, der den Kontakt zum Heartland Institute herstellte. Diese US-amerikanische Denkfabrik, die den Klimawandel leugnet, unterstützte Seibt über drei Monate hinweg mit einem monatlichen Betrag von 4.000 US-Dollar. Im Mai 2019 startete sie einen YouTube-Kanal, auf dem sie regelmäßig ihre Ansichten äußerte. Ihr erstes Video auf dem Kanal war ein Gedicht, mit dem sie an einem Wettbewerb der AfD teilnahm. Bekanntheit erlangte sie durch einen Auftritt im November 2019 auf der Jahreskonferenz der Klimaleugnerorganisation EIKE.
Im März 2020 sagte Seibt in einem Interview mit der FAZ, dass sie für sich „gerade keine wirkliche Zukunftsperspektive“ sehe und zuletzt „fast depressiv“ gewesen sei. Im März 2021 gab Seibt an, das Psychologiestudium abgebrochen zu haben, um sich selbstständig zu machen.
Im April 2021 wurde von YouTube zwischenzeitlich die Sperrung ihres YouTube-Kanals aufgrund von Verstößen gegen die Community-Richtlinien zu Fehlinformationen und Belästigung veranlasst. 2024 war der Kanal wieder erreichbar.
Im Jahr 2024 verlegte Seibt ihren Hauptwohnsitz in die Vereinigten Staaten, was sie im Gespräch mit der Jungen Freiheit damit begründete, dass Deutschland „aktuell zu gefährlich“ für sie sei; die Medien hätten sie zur „Zielscheibe“ gemacht. Aus den USA berichtete sie regelmäßig über den Präsidentschaftswahlkampf und schloss sich den Unterstützern von Donald Trump an. In einem Interview mit dem rechtsextremen Sender AUF1 sagte sie, die Gegenkandidatin Kamala Harris sei „nicht eloquent, [...] nicht intelligent, [...] überhaupt nichts“. Im Wahlkampf zur Bundestagswahl 2025 warb Seibt für ein Live-Video-Gespräch auf X zwischen der AfD-Politikerin Alice Weidel und dem US-Unternehmer Elon Musk.
Seit Juni 2024 hat Elon Musk über 40 Mal mit Beiträgen Seibts auf der X interagiert. Laut einer Übersicht der internationalen Nachrichtenagentur Reuters zählt sie damit zu einer Gruppe europäischer Influencer, deren Inhalte er in den letzten Monaten besonders häufig aufgegriffen hat.
Ende Dezember 2024 hat Musk die AfD mindestens sechs Mal explizit in Tweets erwähnt und sich mehr als ein Dutzend Mal in weiteren Tweets mit Seibt ausgetauscht, hauptsächlich über deutsche Politik. Ende 2024 sprach Musk schließlich eine Wahlempfehlung für die AfD aus und begründete diese mit einem Video von Seibt. Bereits zuvor hatte Musk sich mehrfach auf Äußerungen von ihr bezogen. Nach Recherchen der Wochenzeitung der Freitag ließ sich Musk zuvor von Seibt die deutsche Parteienlandschaft erklären und kommentierte ein Kurzvideo von ihr mit dem Satz „Only the AfD can save Germany“ (nur die AfD kann Deutschland retten). In dem Kurzvideo warnte Seibt vor einer schwarz-grünen Koalition, die einen „öko-sozialistischen nationalen Suizid“ zeitigen würde.
Im Herbst 2024 besuchte Seibt laut ihrem X-Profil die Wahlparty von Donald Trump.
Seibts YouTube-Kanal verzeichnete im Dezember 2024 zirka 110.000 Abonnenten. Sie ist überzeugt, dass ihre Tätigkeit als „freie Journalistin“, mit rund 368.000 Followern auf der Plattform X, der AfD zugutekommen könnte. Sie stellte allerdings fest, dass die Partei sie ignoriert: „Der Kontakt zu mir wird aus irgendeinem Grund abgeblockt, obwohl ich mich sehr bemühe.“

## Positionen
Während sich Seibt zunächst vor allem zu Klimathemen äußerte, propagiert sie mit Stand 2024 auch weitere rechte Narrative.

### Attentat von Halle 2019
In einem Video des ZDF sagt Seibt nach dem Attentat auf die Synagoge in Halle 2019, dass „der Otto-Normalverbraucher-Deutsche“ ganz unten stehe, darüber kämen Muslime, und ganz oben stehe „der Jude als das Unterdrückungsmerkmal schlechthin“. Seibt verneinte später, sich antisemitisch geäußert zu haben, sie habe ausdrücken wollen, dass zwischen den Gruppen keine Unterschiede gemacht werden sollten. Imran Ahmed vom Center for Countering Digital Hate hielt es jedoch für offensichtlich, dass Seibt mit ihren Aussagen uralte Stereotype einer jüdischen Privilegiertheit zum Ausdruck bringe; Weiße würden nach dieser Sicht von Juden unterdrückt. Auf Nachfrage der Frankfurter Allgemeinen Sonntagszeitung führte Seibt aus, der Anschlag in Halle sei zwar antisemitisch motiviert gewesen und zu verurteilen, aber es sei „falsch, nur über jüdische Opfer zu sprechen“. Sie finde es nicht richtig, dass man „die Juden in den Himmel lobt“, da es „auch deutsche Opfer“ gegeben habe. Die Frankfurter Allgemeine Zeitung ordnete diese Aussagen als „wirr und haarsträubend“ ein.

### Kontakte zur neurechten Szene
Im Alter von sechzehn Jahren veröffentlichte Seibt erstmals einen Beitrag auf dem neurechten Blog Philosophia perennis. Ihre Mutter, die bereits zuvor auf dieser Plattform publiziert hatte, ebnete ihr dabei den Weg und schuf die Grundlage für ihre spätere Karriere als Meinungsmacherin in der neurechten Szene. Laut der Investigativ-Plattform Correctiv wurde Seibt bereits 2017 von David Berger unterstützt, dem Betreiber von Philosophia Perennis, in dem sie einen Gastbeitrag zum Thema Nationalismus veröffentlichen konnte. Kurz darauf habe die rechtsextreme Identitäre Bewegung in ihrem Blog auf ein Interview von Seibt verwiesen. Im Juli 2019 sei sie schließlich von Brittany Pettibone, der damaligen Freundin und heutigen Ehefrau von Martin Sellner, interviewt worden. Hierin zeige sich die Strategie eines „Netzwerkes“ aus der „Sphäre der Neuen Rechten“, „Nachwuchs“ aufzubauen, um „ein junges Publikum zu erreichen“.
In einem ihrer Videos bezeichnete Seibt laut dem Guardian den umstrittenen Internetaktivisten Stefan Molyneux, der der weiß-nationalistischen Alt-Right-Bewegung zugerechnet wird, als „Inspiration“. Ihre Mutter, die Rechtsanwältin Karoline Seibt, wies hingegen entschieden zurück, dass ihre Tochter die extreme Rechte unterstütze. Kurz darauf bestätigte Seibt jedoch in einem Interview auf Nachfrage, dass sie „weiterhin ein Fan, absolut“ von Molyneux sei. Im Jahr 2020 äußerte sie scharfe Kritik an der Sperrung von Molyneux’ YouTube-Kanal und verglich diese Maßnahme mit einer Bücherverbrennung.
Darüber hinaus engagierte sich Seibt für den verschwörungstheoretischen Autor und Journalisten Oliver Janich, indem sie einen Teil seines Buches Sicher ohne Staat auf Englisch für Spotify einsprach. Nach eigenen Angaben handelte es sich dabei um einen unentgeltlichen Freundschaftsdienst.
Interview-Anfragen für Seibt wurden von Sendern wie Fox News, InfoWars und RT Deutsch gestellt. Zudem trat sie in Beiträgen und Diskussionen auf den Kanälen von Verschwörungsideologen wie Oliver Flesch und Samuel Eckert auf.
Anfang Februar 2020 hielt Seibt eine Rede auf einem Empfang der AfD in Münster, Ende Februar 2020 sprach sie auf einer Nebenveranstaltung der Conservative Political Action Conference (CPAC) in den USA.
Im Sommer 2020 nahm Seibt an Episode 19 (Mit Rechten Reden) des Podcasts In extremen Köpfen des deutschen Psychologen Leon Windscheid teil, in dem unter anderem über ihr früheres Leben und ihre politischen Ansichten gesprochen wurde.
Anfang Januar 2025 bezeichnete sie in einem Interview mit der Berliner Zeitung den rechtsextremen identitären Aktivisten Martin Sellner als „guten Freund“, räumte aber ein, dass sie sich „beim Thema Migration“ nicht immer einig seien. Sie habe ihm angeboten, auf einem Livestream auf X mit ihm zu diskutieren, was auf sein Interesse gestoßen sei.

### Klimawandelleugnung
Seibt trat im Zusammenhang mit EIKE und dem Heartland Institute, beides Organisationen aus der Klimawandelleugnerszene, in Erscheinung. Auf der „Internationalen Klima- und Energiekonferenz“ des AfD-nahen Klimaleugner-Vereins EIKE äußerte Seibt in einem Vortrag im November 2019, sie sei „früher selbst ‚Klimaalarmistin‘ gewesen“, habe dann aber angefangen, „Vieles in Frage zu stellen: den Feminismus, den ‚Kultursozialismus‘ – und schließlich das ‚99-Prozent-Märchen‘ vom menschengemachten Klimawandel“.
Recherchen von Correctiv und der ZDF-Sendung Frontal21 aus dem Jahre 2020 legen nahe, dass Seibt für das Heartland Institute Youtube-Videos produzieren sollte, um „Klimaschutzmaßnahmen zu verhindern“. Mit Seibt als junger Influencerin sollten junge Menschen als neue Zielgruppe für den Kampf gegen Klimaschutz erschlossen werden und sie „zum Star der Szene“ der Klimawandelleugner aufgebaut werden. Auch die Washington Post ging davon aus, dass Seibt vom Heartland Institute aufgebaut werde. Nach Darstellung der Tageszeitung Die Presse reagierte Seibt auf die Recherchen von ZDF und Correctiv mit einem Videobeitrag unter dem Titel „How dare you“ (eine Bezugnahme auf Greta Thunberg), in dem sie den investigativen Journalisten „Vertrauensbruch“ und „Verunglimpfung“ vorwarf. Seibt betonte in ihrem Beitrag, sie werde sich „nicht unterkriegen und entmutigen lassen“. Sie selbst bezeichnet sich als „Klima-Realistin“ und behauptet, der Einfluss der Menschen auf das Klima sei marginal.
Von verschiedenen Medien wurde Seibt als „Anti-Greta“ bezeichnet, die gegensätzliche Positionen zu Greta Thunberg vertrete. Unter anderem verwies die Washington Post darauf, dass Seibt Thunberg kopiere. Seibt bestritt dies gegenüber der Weltwoche.
Der Klimatologe Michael E. Mann kommentierte, der vermutliche Versuch des Heartland Institutes, Seibt als Anti-Greta aufzubauen, zeige, wie zynisch die Klimawandelleugnerszene sei. Diese fasse alles als Hütchenspiel um Ablenkung und Täuschung auf, mehr bleibe ihr nicht mehr übrig.
Das Ende ihrer Zusammenarbeit mit dem Heartland Institute begründete Seibt damit, verschiedene Social-Media-Unternehmen hätten ihre Accounts wegen „mangelnder Klimafreundlichkeit“ gekündigt, aus demselben Grund sei sie von der nordrhein-westfälischen Landesmedienanstalt mit einem Bußgeld von 400 Euro belegt worden. Nach Recherchen von Thomson Reuters trifft dies aber nicht zu: Ihre Social-Media-Kanäle waren am 21. Mai 2020 sämtlich aktiv. Sie behauptete auch, die Landesmedienanstalt habe ihr mit der Löschung ihrer Accounts gedroht und das Bußgeld verhängt, weil sie in Kooperation mit dem Heartland Institute amerikanische Verschwörungstheorien verbreite. Die Landesmedienanstalt schrieb in einer Antwort auf eine Anfrage von Reuters, sie habe kein Bußgeld gegen Seibt verhängt, sondern lediglich die Löschung zweier Videos verlangt, in denen die Heartland Foundation erwähnt wurde, und verwies zur Begründung auf das deutsche Medienrecht, das Themenplatzierung gegen Entgelt verbietet. Ein weiterer Grund für die Beendigung der Zusammenarbeit ist nach Seibts Darstellung, dass die Arbeit für eine Lobbyorganisation der Öl- und Gasindustrie ihre Glaubwürdigkeit und ihr Plädoyer für maximale Freiheit und unbeschränkten Individualismus beschädige.

### COVID-19-Pandemie
Im Oktober 2020 hielt Seibt eine Rede beim von Abgeordneten der AfD organisierten Kongress der Freien Medien im Bundestag, in der sie den PCR-Test zur Nachweisführung des SARS-CoV-2-Virus, unter anderem von Christian Drosten entwickelt, vehement kritisierte. Sie behauptete, der Test entspreche nicht den wissenschaftlichen Standards und sei nicht spezifisch genug. Viele der von ihr vorgebrachten Positionen wurden durch Faktenchecks als weitgehend „falsch“ oder „unbelegt“ eingestuft.

### QAnon-Inhalte
Seit Mai 2020 teilt Seibt über ihren Twitter-Account Informationen zur rechten Verschwörungsideologie QAnon, die Zahl ihrer Follower stieg danach an. In einem Livestream sagte sie Ende Juni 2020, sie halte es für möglich, dass die US-Organisation Planned Parenthood mit den Körperteilen abgetriebener Föten Handel treibe. Seibt war zumindest zeitweise davon überzeugt, dass das Onlinekaufhaus Wayfair auf seiner Webseite nicht nur Möbel anbiete, sondern in Wahrheit Kinder.

## Politische Einordnung
2019 nannte Der Spiegel ihre Aussagen noch rechtskonservativ, 2024 dann rechtsextrem. Die FAZ schrieb 2020, dass „Dinge, die Seibt so sagt […] eine rechtsextreme und antisemitische Gesinnung“ nahe legten. Der Tagesspiegel bezeichnete Seibt 2024 als rechtsextrem und begründete dies u. a. damit, dass sie den Verschwörungsmythos des Großen Austauschs propagiere.
Seibt beschreibt sich als libertär und als Anhängerin des Anarchokapitalismus. Nach eigenen Angaben vom Juni 2019 befürwortete sie die direkte Demokratie und wählte die AfD, war jedoch kein Mitglied.

## Publikationen
- Nationalismus und moderne Rechte – tatsächlich Vorboten eines neuen Nationalsozialismus? sowie Wertehierarchien und Toleranz. Beide in: Hanno Vollenweider (Hrsg.): #wir sind noch mehr. Deutschland in Aufruhr. Verlag Macht-steuert-Wissen, Mühlenbecker Land 2018, ISBN 978-3-945780-42-8, S. 280–290.